# Lemu Nge
Lemu Nge (del mapudungun ojo del bosque ) es un satélite artificial, el primero de tipo privado en Chile, el objetivo principal del satélite Lemu Nge es el monitoreo de la salud de los bosques y su biodiversidad, operado por la startup Lemu desde Frutillar.

## Descripción
Es un nanosatélite fabricado por NanoAvionics en Lituania y tiene un generador de imágenes diseñado por Simera en Sudáfrica.
Está equipado con una cámara hiperespectral de alta definición, que mide 32 bandas espectrales entre 450 y 900 nanómetros lo que permite capturar muchos detalles que son imperceptibles con la visión humana.Realiza 14 orbitas diarias y monitorear  51.000 millones de hectáreas del planeta.
El satélite puede identificar de mejor manera los diferentes clases de vegetaciones y monitorear en el tiempo la salud de las especies, tiene posibilidad de analizar indicadores como estado hídrico de la planta, el vigor fotosintético, entre otros.

## Lanzamiento
Fue lanzado el 16 de agosto de 2024 desde la Base de la Fuerza Espacial Vandenberg, ubicada en California, Estados Unidos, a través de un  vehículo de lanzamiento Falcon 9 de Spacex.

## Énlaces externos
- Sitio web oficial

- Datos: Q129522190